# Maji de Watashi ni Koishinasai!
Maji de Watashi ni Koishinasai! (真剣で私に恋しなさい! lit. ¡Ámame en serio!?), a menudo abreviado "Majikoi" (まじ こい?), es una novela visual japonesa para adultos desarrollada por Minato Soft y lanzado para Windows el 28 de agosto de 2009 (la primera versión) un DVD y el 30 de octubre de 2009 (versión normal) como dos DVD. El guion y la historia del juego fueron escritos por Takahiro. Una adaptación del manga se publicó en Comp Ace desde mayo de 2010, y se creó una adaptación al anime en el año 2011.

## Argumento
El juego sigue a Naoe Yamato y sus más de tres amigos de la infancia. El grupo se llama "Familia Kazama", en honor a su líder. El jugador tiene la opción de ir a través de las cinco rutas de la heroína principal, tres rutas de la sub-heroína, cuatro rutas de la amistad y, finalmente, una especie de ruta final harem.

## Personajes
Yamato Naoe (直江 大和 Naoe Yamato?)
Seiyū: Hiroshi Kamiya, Josh Grelle (inglés)
El protagonista del juego. Él es el estratega del grupo y, a menudo hace planes sobre cómo ganar dinero o golpear a otros con engaños. Es hermano de Momoyo, como resultado de una promesa que hizo cuando eran más jóvenes. Consciente de los sentimientos románticos de Miyako para él, generalmente rechaza sus avances, porque le gusta como un amigo.
Momoyo Kawakami (川神 百代 Kawakami Momoyo?)
Seiyū: Kamishiro Misaki, Carli Mosier (inglés)
Como la miembro más antigua de la Familia Kazama, Momoyo es vista como la hermana mayor del grupo. Ella también tiene un tipo de relación hermano-hermana con Yamato. Como tal, ella de vez en cuando ve por él. Con el tiempo, se va dando cuenta de que está enamorada de Yamato. Ella es coqueta bisexual (recordando Kimi ga Aruji de Shitsuji ga Ore de) e intenta hacer un pase a las niñas si no hay chicos pervertidos alrededor (aunque le gusta molestar sexualmente a Yamato). Ella parece considerar a Yamato como alguien muy importante para ella. Momoyo es considerada como la luchadora más fuerte del mundo, sólo superada por su abuelo.
Kazuko Kawakami (川神 一子 Kawakami Kazuko?)
Seiyū: Akane Tomonaga, Cynthia Martinez (inglés)
Segunda hija de la familia Kawakami, y compañera de Yamato. Kazuko es conocida por ser alegre y su actitud de "nunca te des por vencido".
Miyako Shiina (椎名 京 Shiina Miyako?)
Seiyū: Hyo-sei, Brittney Karbowski (inglés)
Otra chica de los amigos de la infancia de Yamato. Ella es linda pero tímida, y está en la misma clase de Yamato. Ella parece tener una cosa para él.
Yukie Mayuzumi (黛 由紀江 Mayuzumi Yukie?)
Seiyū: Yūko Gotō, Emily Neves (inglés)
Yukie es un estudiante de transferencia de primer año que se ha encargado de hacer de uno hasta cien amigos. Su timidez y reacciones extremas y extrañas alrededor de la gente ha hecho más daño que bien en su objetivo.
Christiane Friedrich (クリスティアーネ・フリードリヒ Kurisutiāne Furīdorihi?)
Seiyū: Shizuka Itō, Tiffany Grant (inglés)
Christiane es una estudiante de intercambio de Alemania, que sabe muy poco acerca de Japón fuera de lo que había visto en dramas jidaigeki, y porta al parecer una espada ropera con una hoja bastante afilada y uniformemente delgada y de gran longitud con la cual desarrolla su esgrima occidental.
Gakuto Shimazu (島津 岳人 Shimazu Gakuto?)
Seiyū: Takeshi Kusao
Shoichi Kazama (風間 翔一 Kazama Shōichi?)
Seiyū: Katsuyuki Konishi
El líder de la familia Kazama y el mejor amigo de Yamato. Shoichi es un muchacho que, a diferencia de sus compañeros, está más interesado en la aventura y la diversión que perseguir las chicas. Su tendencia a tomar el timón en tiempos de problemas le ha ganado el respeto de sus amigos, así como el apodo de "Capitán".
Takuya Morooka (師岡 卓也 Morooka Takuya?)
Seiyū: Kenichi Suzumura
Geek residente de la familia Kazama.
Cookie (クッキー Kukkī?)
Seiyū: Megumi Ogata y Jun Fukuyama
Frank Friedrich (フランク フリードリヒ Furanku Furīdorihi?)
Seiyū: Shūichi Ikeda (videojuego Majikoi R)
El padre de Christiane Friedrich y sargento del ejército alemán. A pesar de estar en una posición en el ejército, tiene un gran amor por su hija. Demasiado, de hecho, ya que él siempre la cuidaba. Él es muy sobreprotector con Chris, ferozmente contra los hombres que se acercan a ella y aquellos que la dañarían. Incluso hasta el punto de involucrar al ejército que manda. Aparece únicamente en el videojuego Majikoi R.

## Medios

### Anime
Se anunció que la adaptación al anime del juego adulto de Minatosoft Maji de Watashi ni Koi Shinasai (真剣で私に恋しなさい!) saldría al aire el 1 de octubre de 2011. El anime cuenta con un video promocional en el sitio oficial.
Originalmente anunciado en enero, está dirigido por Keitarou Motonaga (director de School Days, Katanagatari), mientras que la composición de la serie y el guion están a cargo de Katsuhiko Tamayama (mismos roles que en Ga-rei Zero y muchas series de SHAFT incluyendo Soredemo Machi ga Mawatteiru). La animación está realizada por hecha por Sentai Works y producida por GENCO.

#### Opening Theme
"U-n-d-e-r--STANDING!" by Endoh Masaaki, Kitadani Hiroshi, Misato Aki

#### Ending Theme
"Kimi no Shinken o Choudai (君の真剣をちょうだい)" by Asakawa Yuu, Gotou Yuuko, Hyousei, Itou Shizuka, Tomonaga Akane